# American Institute of Chemists

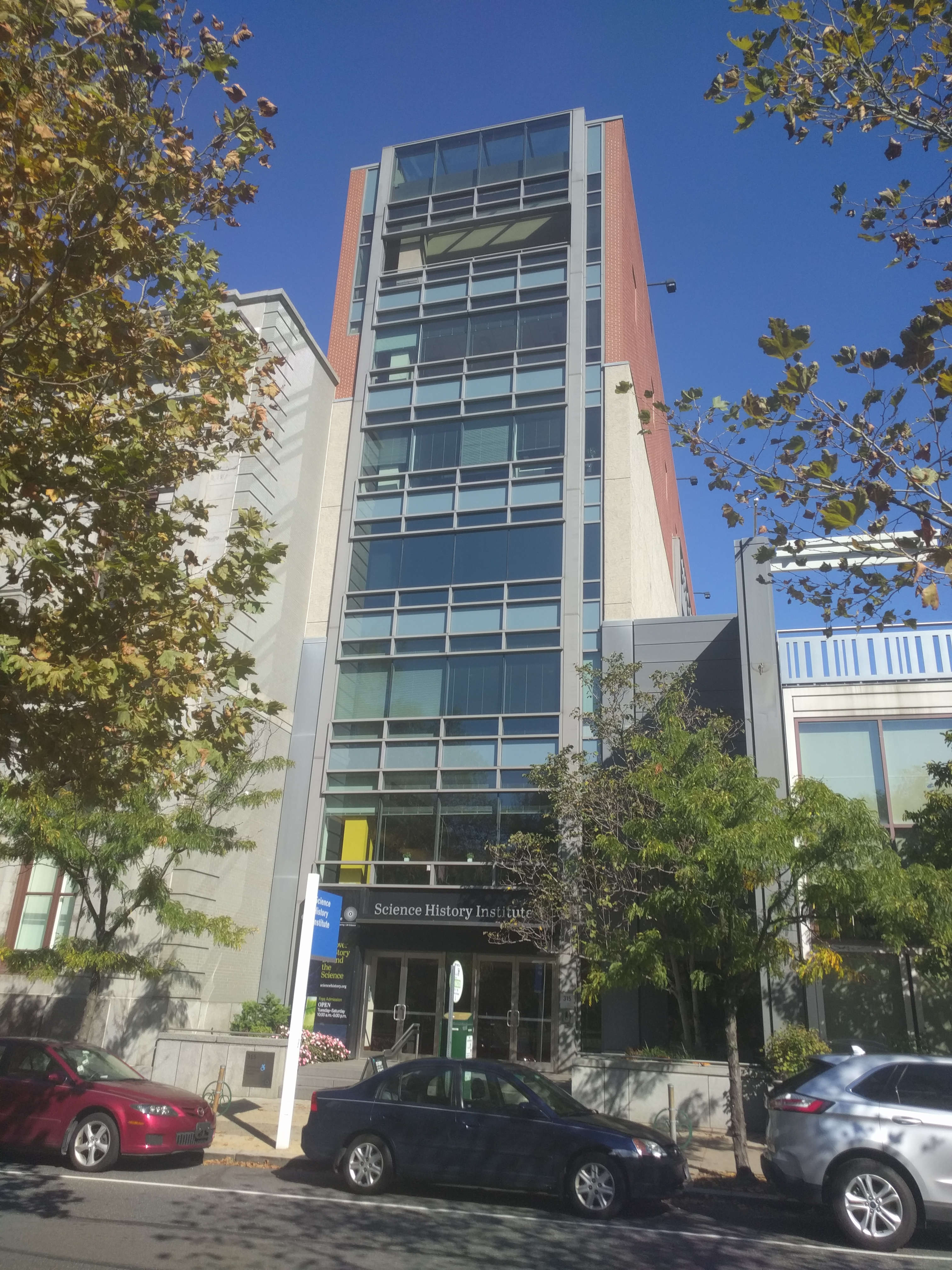
American Institute of Chemists

Das American Institute of Chemists (AIC)  ist eine 1923 gegründete Berufsvereinigung von Chemikern in den USA. Sie geben als Ziele Förderung des Berufsstands der Chemiker und Chemieingenieure an, Förderung des Gemeinwohls und Etablierung von Standards für den Berufsstand der Chemiker, zum Beispiel durch Zertifizierungen.
Sie vergeben die American Institute of Chemists Gold Medal, den Chemical Pioneer Award und andere Preise und geben die Zeitschrift The Chemist heraus.